# Cebrià Camprubí
Cebrià Camprubí i Nadal (1889 Cornellá de Llobregat-1972 Barcelona) fue un rosalista catalán, uno de los grandes creadores de rosas del mundo.
Muchas de sus obtenciones y variedades cultivares son, aún hoy, reconocidas como rosales únicos por sus características y por lo que, en su momento, significaron: descubrimientos genuinos y creaciones originales.

## Biografía
Cebrià Camprubí Nadal (1889-1972), ha sido uno de los principales hibridadores de rosas de Cataluña. Este rosalista, con proyección internacional, comenzó su producción en el año 1921 con cultivos en Cornellá, Gavá y San Feliú de Llobregat. 
En el año 1927 se instaló en Sant Joan Despí desde donde dirigió su negocio.
Cebrià Camprubí inició una tradición familiar que siguieron sus hijos, Carles, Josep y Cebrià y que llegó hasta nuestros días. 
Algunas de sus obtenciones han sido premiadas en diversos certámenes internacionales. Entre las más destacadas esta la Rosa 'Marquesa de Urquijo' (sinónimo de 'Pilar Landecho', 1938), Rosa 'J.A. Gomís' (1933) y Rosa 'Tristeza'.

## Monumento de la herencia Modernista

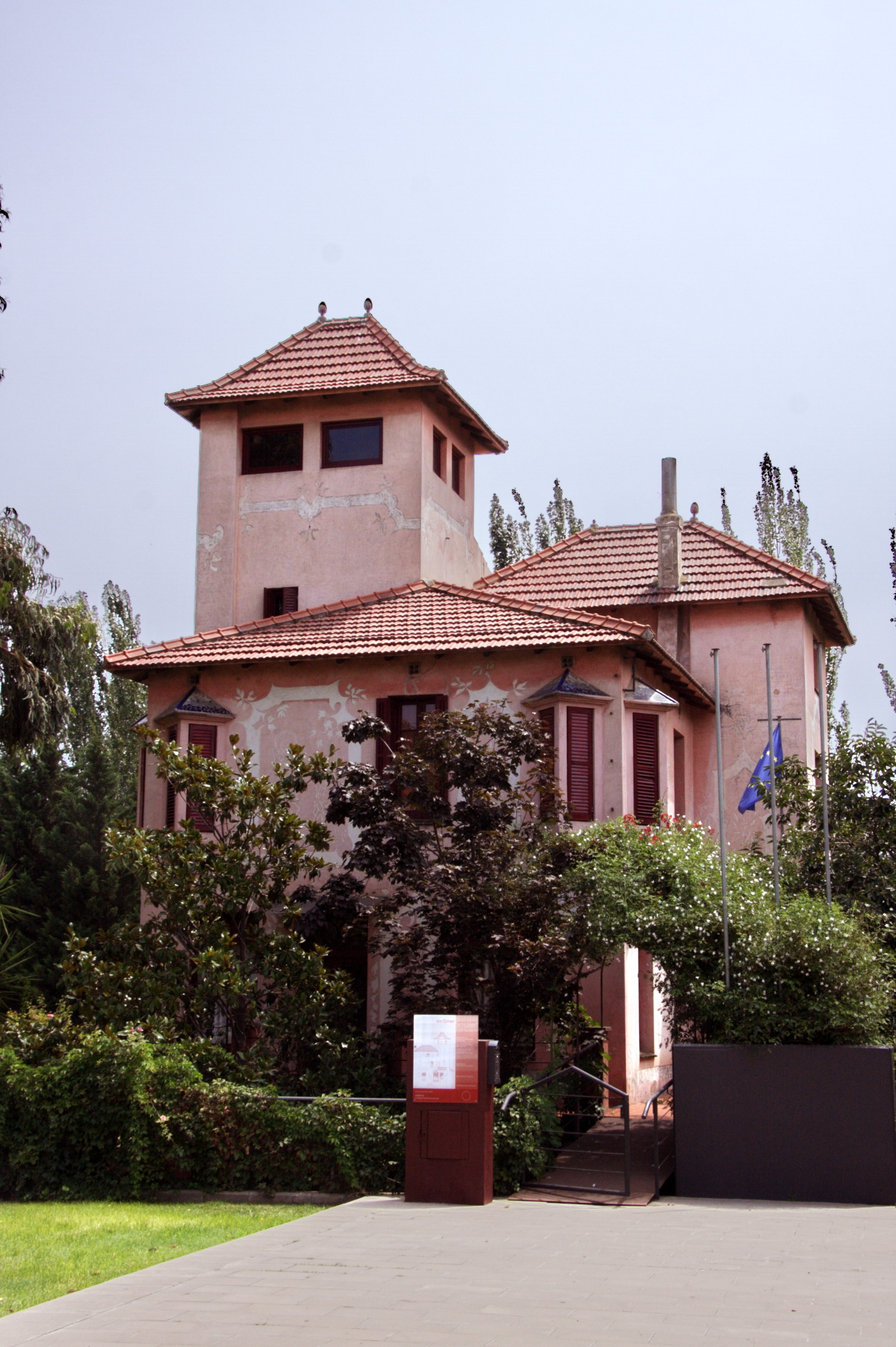
La casa de estilo modernista Camprubí, en Cornellá de Llobregat.

La Casa Camprubí es un edificio modernista del arquitecto Josep Maria Jujol situado en la "carretera de Sant Joan Despí" a Cornellà de Llobregat, dentro del parc de la Fontsanta.
Fue construida el 1927 por encargo del obtentor de rosas Cebrià Camprubí Nadal.
La casa está formada por la juxtaposición de tres cuerpos de diferente alzada y un cuerpo cilíndrico más pequeño adosado al cuerpo principal. Las cubiertas son a cuatro vertientes y las ventanas es disponen de forma asimétrica. 
En la decoración destaca la cerámica esmaltada y trencadís, también destacan las barandas típicas de Jujol a base de barras torcidas y los esgrafiados con motivos florales y campestres.

## Rosaledasque incluyenobtentoresCamprubí
En la rosaleda del parque del Oeste de Madrid hay varias obtenciones de Camprubí (padre) tal como 'Amistad Sincera', 
En la rosaleda del Parque de Cervantes hay una serie de obtentores Camprubí tanto de Cebrià Camprubí Nadal (padre),  con 'Violinista Costa', ganadora de un premio en el Concurso Internacional de Roses de Barcelona en el año 1936, que se celebró en los Jardines del Palacio de Pedralbes. Así como de los hijos; la rosa 'Núria Feliu' que se la dedicó a la cantante Nuria Feliú el rosalista Cebrià Camprubí (hijo), de Sant Joan Despí, el año 1975.
En la rosaleda Dot y Camprubí hay una colección en formación de sus rosas.

## Galería de imágenes

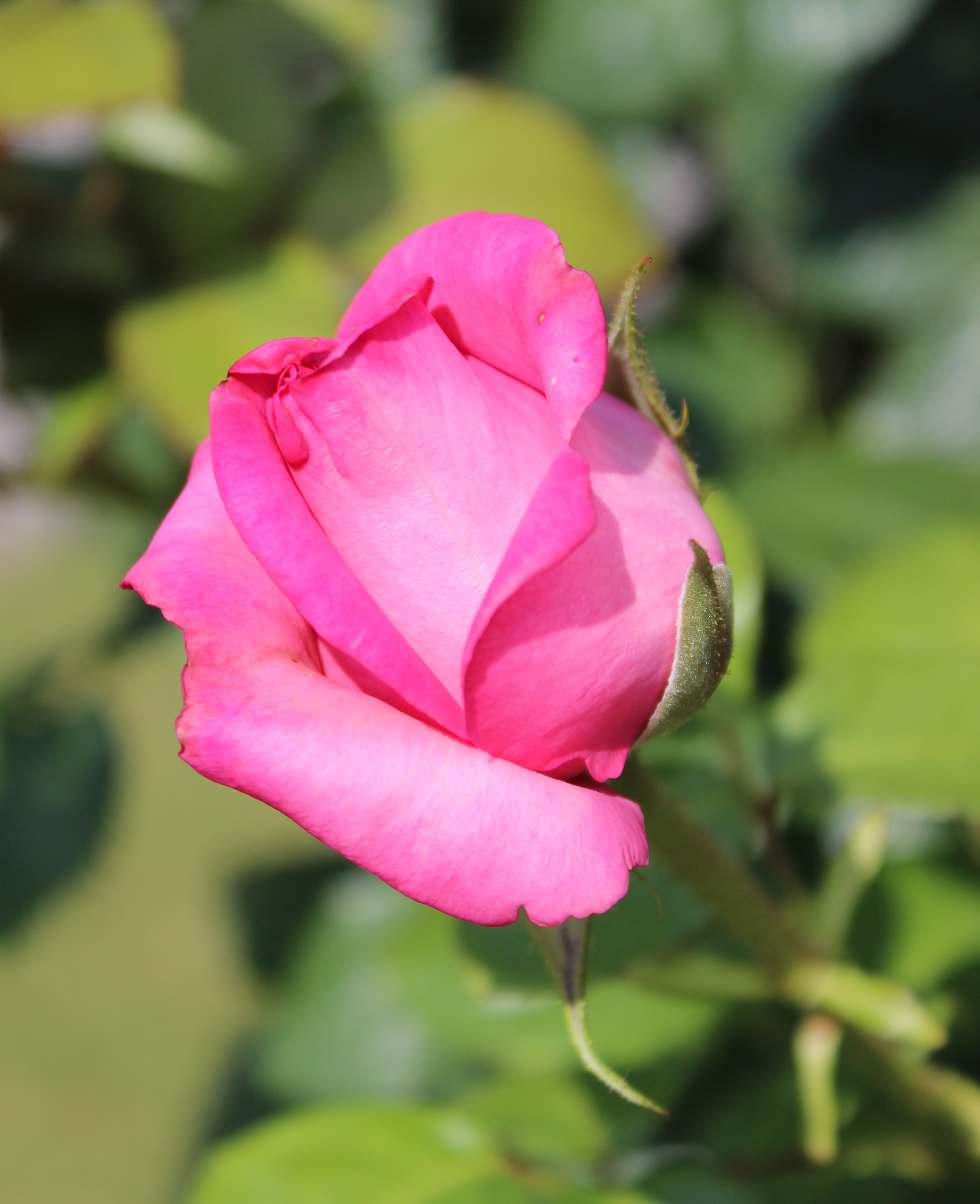
'Marquesa de Urquijo', Camprubí, 1938.